# まっしぐら
まっしぐらは、イネの品種名及び銘柄名である。青森県農林総合研究センター（現、青森県産業技術センター農林総合研究所）で育成された。2005年3月に青森県の奨励品種に指定され、一般販売が行われている。
2020年（令和2年）現在、青森県で栽培される稲品種のなかでは、最も作付面積が多く、青森県の粳米作付面積の77.9％を占めている。また、全国の粳米作付面積に対する割合は2.5%であり、品種別順位は全国で7位となる。
品種名には、青森県産米の品質と食味の向上に「まっしぐら」に生真面目に取り組む意気込みが込められている。

## 概要
青森県産の業務用米の競争力強化と販路拡大を目的に、「奥羽341号」を種子親、「山形40号」を花粉親とする交配によって育成された。
いもち病に強く、収量性やブレンド特性にも優れていることから、青森県内の広い地帯で作付けされている。
育成地である青森県での出穂期は「中生の早」で、育成時の比較品種である「むつほまれ」より 1日、 同様に比較品種の「ゆめあかり」より 1～2 日税度遅い。草型は「偏穂重型」で、稈長は「短稈」、倒伏抵抗性は「強」である。障害型耐冷性は育成当時の基準で「やや強」、いもち病抵抗性は「強」である。育成時の評価では、収量性は「ゆめあかり」よりやや高く、「むつほまれ」よりやや低い。玄米千粒重は「むつほまれ」よりやや重く、玄米品質は「むつほまれ」並である。
食味は、「むつほまれ」より明らかにまさり、「つがるロマン」並の「上中」であると、育成時は評価されていたが、日本穀物検定協会食味ランキングでは、長年「A’」や「A」評価が続いていた。しかし、2019年年度の食味ランキングで、「まっしぐら」は「A」評価であったところを「青天の霹靂」と共に「特A」と評価され、話題を呼んだ。
炊飯米は艶があり、粒揃いと粒張りが良いなど外観品質に優れる。また、時間が経過しても品質の低下が少ないことから、外食産業を中心に利用されている。

## 来歴

### 育成の背景
育成当時「つがるロマン」等、青森県でも生産可能な良食味品種が開発され、普及することによって、青森県産米の評価は徐々に高まってきたが、他県の銘柄米と比べると依然として競争力が低い状況にあった。食味のレベルは全国的に底上げされ、産地問・品種間の食味格差は縮小してきているとの予見のもと、青森県の厳しい気象条件に適応した「中生」熟期でいもち病抵抗性と障害型耐冷性が強い極良食味の品種を目標に育成された。

### 育成
1993年8月、多収・良食味でいもち病抵抗性が強い「奥羽341号」を母、良質・良食味でいもち病抵抗性の強い「山形40号」を父として交配を行った。同年９月温室内でF1世代8個体を栽培して世代促進を行い、F2種子を個体別に採種した。
1994年、F2～F4を温室内で世代促進した。最終的にF4世代では2400個体を温室で養成し全刈り採種した。
1995年、F5世代で2050個体を1株1本植えで集団栽培し、個体選抜を実施した。25個体を選抜し、次世代の系統種子とした。
1996年、前年度選抜した25個体を25系統として、1系統24個体ずつの系統栽培を行った。草型、出穂期、玄米品質、食味関連特性などを総合的に検討した結果、25系統から 3系統を選抜し各系統から 3個体を選抜して次年度の系統とした。
1997年、前年度選抜した 3系統 9個体を 3系統群 9系統として、1系統60個体ずつの系統栽培を行った。このほかに，生産力検定予備試験及びいもち病抵抗性、障害型耐冷性、穂発芽性などの特性検定試験に供試した。特性を総合的に検討した結果、3系統の中から、短強稈で収量性が高く、玄米品質と食味が良好な 1系統を選抜し 「黒1931」(後の「まっしぐら」) の系統番号を付して次年度も検討を継続することとした。
1998年、前年度選抜した 1系統 5個体を 1系統群 5系統として1系統60個体の系統栽培を行い、このほかに生産力検定本試験及び特性検定試験に供試した。 収量、玄米品質、食味、障害型耐冷性、いもち病抵抗性などの特性を総合的に検討した結果有望と判断したため、「黒1931」に「青系138号」の地方番号を付して翌年度以降の奨励品種決定調査を開始することとした。
1999年以降、「青系138号」として奨励品種としての検討が行われ、2004年 2月に有望であると認められたため、青森県の第2種認定品種(奨励品種指定前において市場調査を行うために試作する水稲の品種)に指定され、育成を完了した。
試作栽培では、米卸業者に対する産米の市場調査でも良好な評価を受けたことから、県産業務用米の競争力強化と安定生産を図るため、2005年3月に青森県の奨励品種に指定された。
2005年11月14日に「まっしぐら」として品種登録出願が行われ、2009年7月31日に品種登録された。